# 송주훈
송주훈(宋株熏, 1994년 1월 13일 ~ )는 대한민국의 축구 선수로 현재 제주 SK에서 센터백으로 활동 중이다.

## 국가대표팀 경력
2016년 6월 27일 발표된 리우 올림픽 출전 U-23 대표팀 최종 명단에 포함되었으나, 발가락 골절로 인해 김민태가 대체 발탁이 되었다.
2017년 9월 25일 발표된 러시아, 모로코 유럽 원정 평가전에서 첫 발탁이 되었다. 10월 10일 모로코 평가전에서 A매치 데뷔전을 치르게 되었다

## 수상

### 팀

#### 김천 상무
- K리그2 우승: 2021

## 경력 목록

### 국가대표팀
- 2012년 AFC U-19 챔피언십 국가대표
- 2013년 FIFA U-20 월드컵 국가대표
- 2013년 AFC U-22 챔피언십 국가대표